# Taekwondo na Igrzyskach Azjatyckich 2014
Taekwondo na Igrzyskach Azjatyckich 2014 odbywało się w dniach 30 września – 3 października 2014 roku. Rywalizacja odbywała się w Seonhak Gymnasium w Inczon w szesnastu konkurencjach.

## Podsumowanie

### Klasyfikacja medalowa
| Klasyfikacja medalowa | Klasyfikacja medalowa | Klasyfikacja medalowa | Klasyfikacja medalowa | Klasyfikacja medalowa | Klasyfikacja medalowa |
| Miejsce               | państwo               | Złoto                 | Srebro                | Brąz                  | Razem                 |
| --------------------- | --------------------- | --------------------- | --------------------- | --------------------- | --------------------- |
| 1                     | Korea Południowa      | 6                     | 2                     | 2                     | 10                    |
| 2                     | Iran                  | 4                     | 2                     | 1                     | 7                     |
| 3                     | Chiny                 | 2                     | 4                     | 3                     | 9                     |
| 4                     | Uzbekistan            | 1                     | 3                     | 0                     | 4                     |
| 5                     | Chińskie Tajpej       | 1                     | 2                     | 4                     | 7                     |
| =                     | Tajlandia             | 1                     | 1                     | 4                     | 6                     |
| 7                     | Kambodża              | 1                     | 0                     | 0                     | 1                     |
| 8                     | Japonia               | 0                     | 1                     | 1                     | 2                     |
| =                     | Kazachstan            | 0                     | 1                     | 1                     | 2                     |
| 10                    | Filipiny              | 0                     | 0                     | 5                     | 5                     |
| 11                    | Tadżykistan           | 0                     | 0                     | 3                     | 3                     |
| 12                    | Makau                 | 0                     | 0                     | 2                     | 2                     |
| =                     | Wietnam               | 0                     | 0                     | 2                     | 2                     |
| 14                    | Afganistan            | 0                     | 0                     | 1                     | 1                     |
| =                     | Kuwejt                | 0                     | 0                     | 1                     | 1                     |
| =                     | Liban                 | 0                     | 0                     | 1                     | 1                     |
| =                     | Mongolia              | 0                     | 0                     | 1                     | 1                     |
| Razem                 | Razem                 | 16                    | 16                    | 32                    | 64                    |

### Medaliści
| Konkurencja   | 1. miejsce           | 2. miejsce        | 3. miejsce                                |
| Mężczyźni     | Mężczyźni            | Mężczyźni         | Mężczyźni                                 |
| ------------- | -------------------- | ----------------- | ----------------------------------------- |
| do 54 kg      | Kim Tae-hun          | Huang Yu-jen      | Ramnarong Sawekwiharee Molomyn Tümenbayar |
| do 58 kg      | Farzan Ashourzadeh   | Nursultan Mamayev | Yuma Yamada Wei Chen-yang                 |
| do 63 kg      | Lee Dae-hoon         | Akkarin Kitwijarn | Chen Yen-ming Ahmad Roman Abasi           |
| do 68 kg      | Behnam Asbaghi       | Huang Jiannan     | Kairat Sarymsakov Benjamin Sembrano       |
| do 74 kg      | Masoud Hajji-Zavareh | Nikita Rafalovich | Song Young-geon Samuel Morrison           |
| do 80 kg      | Mehdi Khodabakhshi   | Maksim Rafalovich | Farkhod Negmatov Qiao Sen                 |
| do 87 kg      | Jasur Baykuziyev     | Chen Linglong     | Shin Yeong-rae Nattapat Tantramart        |
| powyżej 87 kg | Jo Chol-ho           | Dmitriy Shokin    | Alisher Gulov Elias El-Hidari             |
| Kobiety       |                      |                   |                                           |
| do 46 kg      | Kim So-hui           | Lin Wan-ting      | Anjelay Pelaez Panipak Wongpattanakit     |
| do 49 kg      | Chanatip Sonkham     | Li Zhaoyi         | Sun Nuei-ning Ronna Ilao                  |
| do 53 kg      | Huang Yun-wen        | Yoon Jeong-yeon   | Sousan Hajipour Wu Jingyu                 |
| do 57 kg      | Lee Ah-reum          | Mayu Hamada       | Wang Yun Rangsiya Nisaisom                |
| do 62 kg      | Lee Da-bin           | Zhang Hua         | Chuang Chia-chia Phạm Thị Thu Hiền        |
| do 67 kg      | Guo Yunfei           | Lee Won-jin       | Hà Thị Nguyên Liu Qing                    |
| do 73 kg      | Sorn Seavmey         | Fatemeh Rouhani   | Abrar Al-Fahad Kirstie Alora              |
| powyżej 73 kg | Li Donghua           | Akram Khodabandeh | Wang Junnan Mokhru Khalimova              |